# Liguus virgineus
Liguus virgineus è un gasteropode della superfamiglia Orthalicoidea e del genus Liguus. L. virgineus è endemico dell'isola caraibica di Hispaniola ed è contraddistinto dalla conchiglia conica composta da striature spiraliformi multicolori. 

## Descrizione

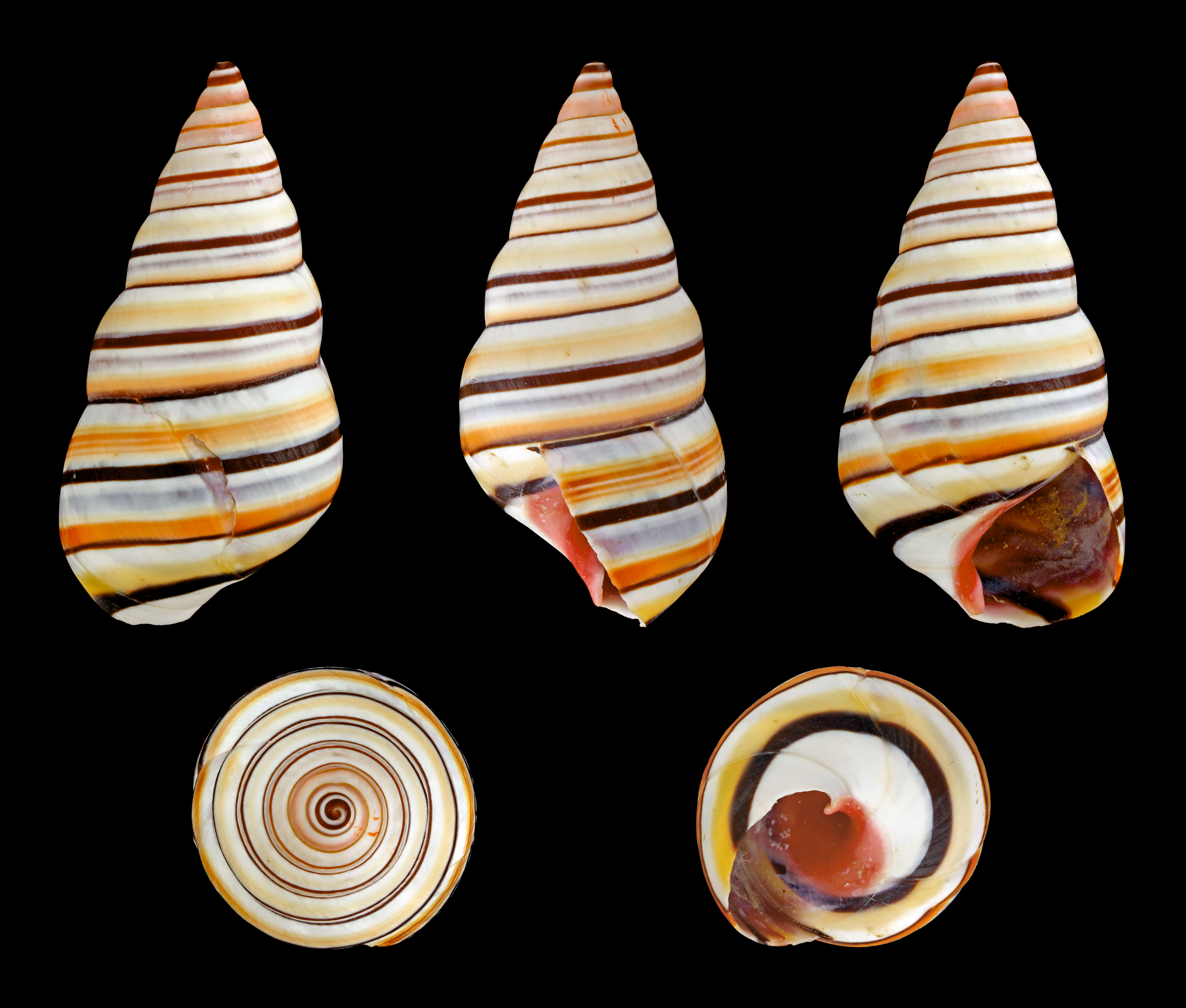
Conchiglia di L. virgineus

L. virgineus è un gasteropode di piccole dimensioni, con un guscio che può raggiungere una lunghezza di 30–60 mm, di forma ovale-conica, con la punta smussata, un'apertura semicircolare e, a seconda dei casi, con sette o otto verticilli; la sua consistenza è al contempo sottile ma robusta.
Come capita per la maggior parte dei gasteropodi, L. virgineus ha in genere una conchiglia destrorsa, sebbene sia anche stata documentata l'esistenza di esemplari con conchiglie sinistrorse. L'involucro presenta, su uno sfondo bianco o bianco crema, sottili strisce spiraliformi dai vivaci colori marrone, nero, rosa, verde, viola e/o giallo chiaro. Ciascun esemplare ha un guscio che può presentare, a seconda dei casi, strisce di un solo colore o fino a tre colori diversi e dalle tre alle sei strisce; l'apertura del guscio è grigia scura o bianca-viola e presenta delle labbra scarlatte.
La vasta gamma cromatica e la lucidità del guscio di L. virgineus hanno spinto gli anglofoni a soprannominarla "candy cone snail" (lett. "chiocciola bastoncino di zucchero"). Analogamente a ciò che capita con le altre chiocciole, la colorazione del guscio di L. virgineus è dovuta ai cromofori, ovvero le ghiandole pigmentate nel mantello. Nonostante ciò, non si è compreso appieno il perché esso presenti tali colorazioni.
Le strisce del suo guscio presentano un elevato contrasto rispetto allo sfondo sia nello spettro della luce visibile che in quello dell'ultravioletto vicino (340-400 nm). Il contrasto è molto ridotto nello spettro del vicino infrarosso (700-1000 nm).
Il muco e l'epifragma di L. virgineus sono entrambi verdi.

## Biologia
Come le altre specie del genus Liguus, la lumaca L. virgineus trascorre la maggior parte della sua vita sugli alberi, scendendo a terra per deporre le uova sul terreno umido. Dopo la schiusa di queste ultime, le giovani lumache si arrampicano su un albero. Se la dieta degli adulti consiste principalmente di licheni che crescono sulla corteccia, gli esemplari giovani si nutrono dapprima di licheni fogliari e, successivamente, di quelli provenienti da ramoscelli.

## Distribuzione e habitat
Questa specie è endemica dell'isola caraibica di Hispaniola (Haiti e Repubblica Dominicana) ed è arboricola.

## Utilizzi
Sono state rinvenute delle conchiglie di L. virgineus in cumuli di rifiuti nella Repubblica Dominicana, suggerendo che venissero utilizzate dalle popolazioni indigene. La presenza di conchiglie di L. virgineus e di altri due gasteropodi terrestri, conferma che i molluschi venivano raccolti sia nei fiumi che nelle campagne.

### Nella scienza

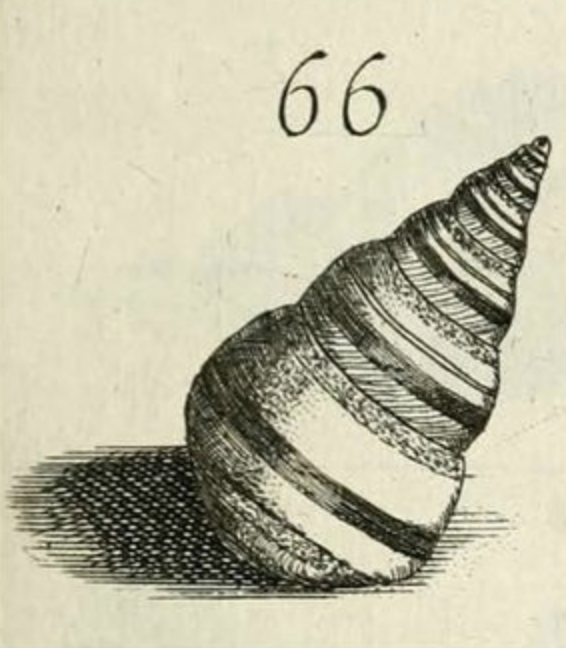
Illustrazione di L. virgineus nel Recreatione dell'occhio e della mente di Filippo Bonanni (1684).

Dal momento che l'isola di Hispaniola fu uno dei primi luoghi di incontro tra gli europei e gli indigeni americani, L. virgineus, grazie ai suoi colori vivaci, venne rappresentata più volte nelle illustrazioni scientifiche per centinaia di anni. La prima di queste compare nell'edizione del 1684 del Recreatione dell'occhio e della mente di Filippo Bonanni. Pertanto tale immagine viene ricordata per essere la prima illustrazione scientifica di una lumaca terrestre neotropicale.